# 50 человек, внёсших наибольший вклад в развитие Евролиги
50 человек, внёсших наибольший вклад в развитие Евролиги были выбраны 3 февраля 2008 года в Мадриде, Испания. Список составлен к пятидесятилетию Евролиги. В их числе — 35 баскетболистов, 10 тренеров и 5 арбитров. Всего на попадание в список номинировались 105 игроков, 20 тренеров, 12 арбитров.

## Игроки
- Сербия:
  - Радивой Корач (1953—1969)
  - Дражен Далипагич (1971—1991)
  - Владе Дивац (1985—2005)
  - Александр Джорджевич (1985—2005)
  - Предраг Данилович (1987—2000)
  - Деян Бодирога (1990—2007)
- Италия:
  - Альдо Оссола (1962—1980)
  - Дино Менегин (1966—1994)
  - Пьерлуиджи Марцорати (1970—1991, 2006)
  - Антонелло Рива (1977—2002)
- Испания:
  - Эмилиано Родригес (1958—1973)
  - Клиффорд Люк (1958—1978)
  - Уэйн Брабендер (1965—1985)
  - Хуан Антонио Корбалан (1971—1991)
  - Хуан Антонио Сан-Эпифанио (1976—1995)
- Хорватия:
  - Крешимир Чосич (1964—1983)
  - Дражен Петрович (1979—1993)
  - Дино Раджа (1984—2003)
  - Тони Кукоч (1985—2006)
- Греция:
  - Никос Галис (1975—1995)
  - Панайотис Яннакис (1976—1996)
  - Фрагискос Алвертис (1990—2009)
  - Теодорос Папалукас (1995—2013)
- США:
  - Уолтер Щербяк (1967—1984)
  - Боб Морс (1968—1986)
  - Боб Макаду (1969—1993)
  - Майк Д’Антони (1969—1990)
  - Энтони Паркер (1993—2012)
- Литва:
  - Арвидас Сабонис (1981—2005)
  - Шарунас Ясикявичюс (1994—2014)
- Россия:
  - Сергей Белов (1964—1980)
- Босния и Герцеговина:
  - Мирза Делибашич (1972—1983)
- Израиль:
  - Мики Беркович (1971—1995)
- Аргентина:
  - Эмануэль «Ману» Джинобили (1996—2018)
- Мексика:
  - Мануэль «Маноло» Рага (1963—1979)

## Тренеры
- Сербия: 
  - Александр Николич (1951—1985)
  - Душан Ивкович (1968—2016)
  - Божидар Малькович (1971—2013)
  - Желимир (Желько) Обрадович (1991—н. в.)
- Испания: 
  - Педро Феррандис (1957—1975)
  - Мануэль (Лоло) Сайнс (1969—2001)
- Россия: 
  - Александр Гомельский (1949—1991)
- США: 
  - Дэн Питерсон (1962—1988, 2011)
- Италия: 
  - Этторе Мессина (1976—н. в.)
- Израиль: 
  - Пини Гершон (1974—2015)

## Арбитры
- Болгария: Артеник Арабаджиян
- Россия: Михаил Давыдов
- Словакия: Любомир Котлеба
- Франция: Иван Майнини
- Греция: Костас Ригас